# Željezna ruda
Željezna ruda je ime za stijene i minerale iz kojih se željezo kao metal može ekonomično vaditi. 
Te rude su obično bogate željeznim oksidima i variraju u boji od tamno  sive, svijetlo  žute, tamno 
ljubičaste do zagasito  crvene.

## Karakteristike
Prirodna legura željeza - Nikl-željezo, kojeg ima u zemaljskim nalazištima, sadrži od 21÷64 % željeza i 
77÷34 % nikla, u meteoritima kao što je taenit ima čak 62÷75 % željeza i 37÷24 % nikla.
Meteoriti se klasificiraju prema svom relativnom udjelu željeza i silikata i ostalih minerala na; željezo, 
željezni kamen ili kamen.
Željeza također ima u kombinaciji s drugim elementi i u stotinama drugih minerala; ali su od najveće važnosti kao željezne rude; 
- hematit (željezni oksid, kemijska formula: Fe2O3)[1]
- magnetit (triiron tetraoksid, formula: Fe3O4)[1],
- limonit (hidratizirani željezov oksid hidroksid, formula: FeO(OH)·nH2O)[1] i
- siderit (željezov karbonat, formula: FeCO3)[1]

Magmatske stijene prosječno sadrže oko 5 % željeza. Metal se iz rude izdvaja taljenjem sa ugljikom (koks i vapnenac).

## Vanjske poveznice
- Iron (Fe), Chemical element (engl.)